# Emanuel Vidović
Emanuel Vidović (Split, 24. prosinca 1870. – Split, 1. lipnja 1953.), hrvatski slikar.
Sa sedamnaest godina upisuje se na Akademiju u Veneciji, ali je napušta i slika vedute kanala, lagune i motive iz Chioggie. Djeluje i u Milanu, a od 1898. je nastavnik u Splitu. Po povratku u domovinu slika motive Splita i Trogira kojima dominira tamni, sjetni ugođaj. Bogatim nijansama polutonova ostvaruje toplo ozračje starinskih prostora. Tako na platno prenosi i intimu svoje sobe i ateljea sa starinskim pokućstvom i knjigama, zatim polumračnu unutrašnjost splitskih i trogirskih crkvi i niz mrtvih priroda sa starim urama, lutkama i konjićima i smirenu harmoniju mrtvih priroda s voćem, cvijećem, ribama i rakovima.
Godine 1984. ustanovljena je Velika nagrada Splitskog salona "Emanuel Vidović".

## Životopis
Isprva pod utjecajem divizionista Giovannija Segantinija, potom europskih umjetničkih tokova, postimpresionizma, slikao vedute venecijskih kanala, laguna i motive iz ribarskih naselja u njezinoj okolici (Chioggia). Nakon povratka u Split objavljivao karikature u humorističnom listu Duji Balavcu i radio kao likovni pedagog. Slikao motive iz Splita i Trogira u tamnom, sjetnom ugođaju s naglaskom na spiritualnost i poetičnost doživljaja. Oko 1930. njegova se paleta rasvjetljuje u slikama intimnih ugođaja njegove sobe i atelijera sa starinskim pokućstvom, knjigama i kipovima, polumračnim interijerima split. i trogirskih crkava i više lirskih mrtvih priroda s antiknim predmetima i lutkama te voćem, cvijećem i ribama.
U tijeku burnog trećeg desetljeća dvadesetog stoljeća umjetnost Emanuela Vidovića odražavala je smirenu životnu i osjećajnu ukorijenjenost u svijetu naših primorskih gradova i kuća.
Emanuel Vidović, slikar je intimizma, a njegove slike pune su poznatih područja i prostora te sretnog prebivanja u njima. Zato se njegova umjetnost intimizma gradi u sjećanju, bez monumentalnosti i velikih gesta. U velikom opusu Emanuela Vidovića osjeća se umjetnička preobrazba u ikonografskom i kolorističkom osjećaju. Nekoliko čudesnih krajolika iz tog vremena, Grad se budi i Selo spava, visoki su slikarski dometi. Poslije toga slijedi vraćanje tišinama intimne poezije primorskih interijera i predmeta koji su dolutali. Na jubilarnoj izložbi 1929., uz nekoliko slika mrtve prirode u gvašu, izlazi i veliko djelo koje je značilo apsolutnu zrelost u ovom žanru: Stara lutka iz 1928., ujedno je mrtva i živa, u zelenkasto-smeđem tonalitetu, diskretno kao cijeli aranžman.
Od 1930. do 1935. Vidović ponovno izlazi u prirodu, u Trogir, grad svojeg djetinjstva. Trogir poslije kiše, Luka u Trogiru, Luka u sutonu mala su remek-djela koja se odlikuju slobodom rukopisa tipičnom za Vidovićev izraz krajolika.
Sljedeće razdoblje posvećeno je mrtvoj prirodi, to su predmeti koji su nekoć imali svoj, a sada, u neredu slikarskog ateljea, dobili su drugi život. Slikao je lutke, svijećnjake i stare satove. Posljednjih je godina radio u postelji ili naslonjaču svega što se sjetio, Trogira, Splita, pa i mjesta svoga školovanja Chioggie.
Potkraj života naslikao je Mrtvu prirodu sa satom, jednu od njegovih najljepših slika. Prvog lipnja 1953. umro je stari slikar, a njegove slike ostale su kao podsjetnik mnogih podneblja i mogući prototipovi za mnoge Vidovićeve sljedbenike.

## Unutarnje poveznice
- Likovna udruga Emanuel Vidović

## Vanjske poveznice
- https://www.emanuelvidovic.org/hr
- Galerija Emanuel Vidović  Arhivirana inačica izvorne stranice od 20. ožujka 2011. (Wayback Machine)